# Duración de Macaulay
En finanzas, la duración o duración de Macaulay, de un activo financiero del que se derivan uno o varios flujos de caja, por ejemplo un bono; es la media ponderada de los distintos vencimientos de los flujos de caja, ponderados por el valor actual de cada uno de esos flujos. La duración es por tanto una magnitud que mide la sensibilidad del precio de un activo al riesgo de tipo de interés. El concepto de duración fue desarrollo por Frederick Macaulay en 1938.
La compra de un bono proporciona distintos flujos de caja (cobros) a lo largo de la vida del título antes de ser amortizado. Para determinar la "duración" es necesario calcular el tiempo que transcurre hasta el pago de cada uno de los flujos de caja derivados de la compra del bono, ponderado por el valor presente del flujo conformado por el pago de cada cupón, ya que de acuerdo al tiempo en que sea pagado va a tener un tamaño diferente en el bono. Otra forma de entender la duración de un título es que la duración sería el plazo hasta el vencimiento de un bono cupón cero equivalente (un bono con un solo flujo de caja, en el que se devuelve el principal y los intereses de forma conjunta).

## Forma de cálculo
La fórmula que resulta es: ( VALOR PRESENTE DEL CUPÓN * TIEMPO DE PAGO DEL CUPÓN ) / PRECIO DEL BONO
(1)     {\displaystyle DMac={\frac {\sum _{i=1}^{n}{t_{i}PV_{i}}}{\sum _{i=1}^{n}{PV_{i}}}}={\frac {\sum _{i=1}^{n}{t_{i}PV_{i}}}{V}}=\sum _{i=1}^{n}t_{i}{\frac {PV_{i}}{V}}}
donde:
- {\displaystyle i} es el índice de los flujos de caja,
- {\displaystyle PV_{i}} es el valor actual del {\displaystyle i}-ésimo pago de un bono,
- {\displaystyle t_{i}} es el tiempo en años que transcurre hasta el momento del {\displaystyle i}-ésimo pago,
- {\displaystyle V} es el valor actual de todos los flujos de caja futuros del bono.

Después de calcular el valor presente de los flujos se debe dividir por el precio del bono que no es más que la sumatorio de los valores presentes de los flujos de caja del bono. De esta forma se ha calculado finalmente la duración de Macaulay que por cierto es la base de otro cálculo de duración conocida como duración modificada.
El concepto de duración ha de englobarse dentro de la medida del riesgo de los títulos, si se comparan dos bonos que tienen el mismo plazo, es decir se amortizan a la vez, y el mismo rendimiento, pero en uno se pagan todos los intereses en el momento de la amortización (bono cupón cero) y en otro se van pagando los intereses a lo largo de la vida del título; el título cupón cero tiene un mayor riesgo de insolvencia y de variación de tipos de interés que el otro, esto introduce el concepto de duración, distinto de vencimiento o plazo de amortización. El concepto de duración ha reemplazado al concepto de madurez (plazo de tiempo hasta el vencimiento) como medida de la longitud de la corriente de pagos, porque la madurez mide exclusivamente el tiempo que transcurre hasta el último pago, sin tener en cuenta el momento y la cuantía del resto de los demás pagos. Por esto, la duración mide de manera mucho más precisa la longitud media del tiempo en la que se espera cobrar una inversión en bonos.

## Forma de cálculo alternativa
Otra expresión matemática que permite el cálculo del valor de la duración de un bono de forma más abreviada es la siguiente:
{\displaystyle DMac={\frac {1+r}{r}}-{\frac {n(c-r)+(1+r)}{c{(1+r)^{n}}-(c-r)}}}

donde:
- r es el rendimiento hasta el vencimiento del bono durante el período considerado
- n es el número de períodos que restan hasta la fecha de maduración del bono
- c es el tipo de interés nominal del cupón.

Para este cálculo es necesario que se cumpla que:
- Los períodos de tiempo entre cupones sean un número entero.[1]
- No haya un cupón corrido.
- Todos los cupones excepto el último sean iguales.

## Propiedades de la duración
1. La duración es mayor cuanto mayor es el plazo de vencimiento del bono, aunque en menor medida que el plazo. En efecto, el valor actual más pequeño es el de los flujos o cupones que tienen su vencimiento más alejado en el tiempo.[2]
2. La duración de un bono es igual al plazo de amortización del título: 
  1. En los bonos cupón cero o al descuento.
  2. Cuando solo queda un vencimiento pendiente.
3. La duración de un bono nunca podrá sobrepasar el valor asintótico: D = 1 + 1 / r

## Ejemplo de cálculo
Cálculo de la duración de un bono de 1000€ de nominal que será amortizado a los tres años, otorga un cupón de 50 al año de la emisión, otro cupón de 50 a los dos años y en el tercer año se otorga otro cupón de 50 y a la vez será amortizado, tomando un tipo de actualización del 6%:
La duración de Macaulay será:
{\displaystyle DMac={\frac {(1\cdot {\frac {50}{(1,06)^{1}}}+2\cdot {\frac {50}{(1,06)^{2}}}+3\cdot {\frac {1.050}{(1,06)^{3}}})}{{\frac {50}{(1,06)^{1}}}+{\frac {50}{(1,06)^{2}}}+{\frac {1.050}{(1,06)^{3}}}}}=2,857} años